# Пуерто-риканська академія іспанської мови
Пуерто-риканська академія іспанської мови (ісп. Academia Puertorriqueña de la Lengua Española) — регулятор іспанської мови, розташований в Пуерто-Рико; це одна з академій іспанської мови. Вчені, що входять до неї, і експерти дають рекомендації щодо слововживання і працюють над словниками. Засновниками академії є Самуель Кіньйонес , Хосе Бальсейро та Маргот Арсе де Васкес.
Королівська академія іспанської мови працює над внесенням нових іспанських слів у словники. Так, у 2017 пуерто-риканська академія відіграла головну роль у додаванні слова reguetón у словники іспанської мови.
Також Академія створила сайт пуерто-риканського словника Tesoro.